# Antoni Cumella

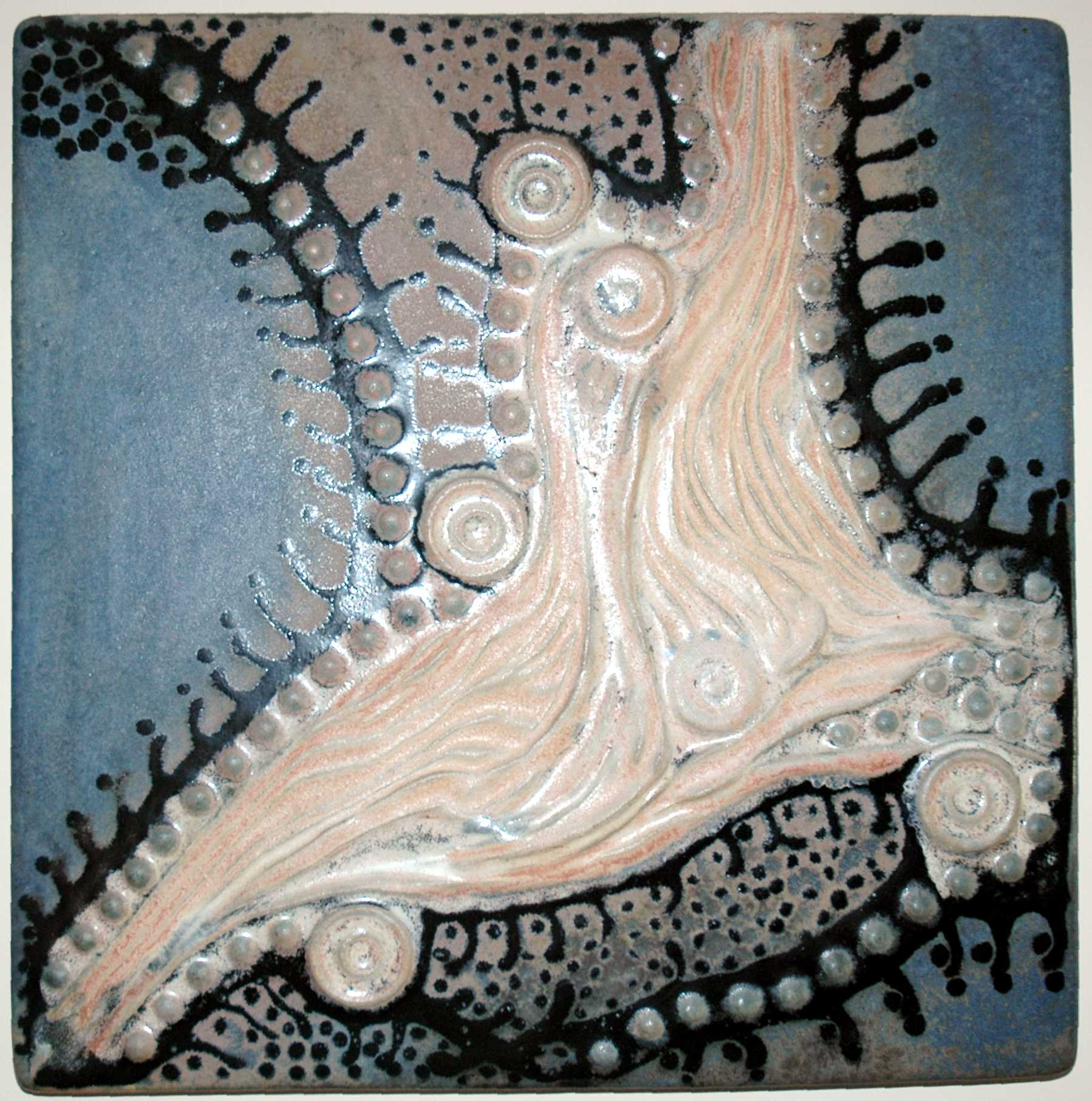
Placa de grés

Antoni Cumella i Serret (Granollers, 31 de agosto de 1913 - 25 de enero de 1985) fue un ceramista español.

## Biografía
Nace en Granollers el 31 de agosto de 1913. Su padre, que era joyero, murió cuando él tenía tres años. Cuando tenía siete años su madre se casó con Josep Regàs, alfarero, que le enseña este arte en un principio. Con 15 años participa en su primera exposición colectiva en los locales de l'Unió Liberal de Granollers. 
La exposición universal de Barcelona en 1929 le permite conocer el trabajo escultórico presentado, especialmente el del alemán Mies van der Rohe y las obras de Manolo Hugué. Realiza estudios nocturnos de cerámica en l'Escola del Treball de Barcelona donde conoce la obra de Gaudí.
Desde 1935 es profesor de cerámica en el Grup Escolar Lluís Vives de Barcelona. En esa época conoce a Pau Casals, Manolo Hugué, Miquel Llor y Josep Llorens i Artigas con quienes mantendrá una gran amistad.
Durante la guerra civil española sirve como sanitario, siendo encarcelado hasta 1940, en el campo de prisioneros Porta Coeli de Valencia, y no pudo recuperar su pasaporte hasta 1952.

## Obra
Expone en la Biblioteca Popular de Granollers (1932) y participa en tres ediciones consecutivas de la Exposició de Primavera de Barcelona (1933, 1934 y 1935), pero hasta 1936 no realiza su primera exposición personal en Barcelona, en las galerías Syra, donde continuó exponiendo en los años posteriores a la guerra: 1941, 1942, 1951, 1954, 1956 y 1958.
En 1936 participa en la VI Trienal de Milán donde obtiene la Medalla de Oro, obteniéndolo nuevamente en  1951 y 1957. 
En 1959 junto a Alexandre Cirici y Romà Vallès, en una iniciativa pionera en España respecto a los estudios de diseño, fundan la Escuela de Arte del FAD (Fomento de las Artes Decorativas).
En 1980 se le concede el Premio Nacional de Artes Plásticas. En 1982 le son otorgadas la Creu de Sant Jordi y la Medalla de Oro del FAD, y es nombrado Hijo Predilecto de la Ciudad de Granollers. En 1984 realiza la Medalla del Parlamento de Cataluña.